# واحد من الكثرة

ختم الولايات المتحدة العظيم يضم شعار «واحد من الكثرة» كأحد الشعارات الوطنية.

واحد من الكثرة  (باللاتينية: E pluribus unum) (بالإنجليزية: Out of many, one)‏هي عبارة تظهر على ختم الولايات المتحدة العظيم بالإضافة إلى كلمة «موافق» (Annuit cœptis) و«القواعد الجديدة للعصر» (Novus ordo seclorum) والمعتمد في عام 1782. على الرغم من عدم وجود قانون ينص بذلك، فإن عبارة «واحد من الكثرة» كانت تعتبر الشعار المتوافق عليه للولايات المتحدة حتى عام 1956 حين أصدر الكونغرس الأمريكي قانونا ينص على اعتبار بالله نؤمن كشعار رسمي للولايات المتحدة. 

## المعنى
في السابق كان يعتقد أن معنى الجملة هو أنه من بين العديد من الولايات (المستوطنات) تشكلت دولة واحدة. إلا أنه في السنوات المؤخرة أصبح يعتقد أنه من بين العديد من الناس، الأعراق والأديان، والديانات والأصول تشكل شعب واحد وأمة واحدة، على مبدأ قدر صهر.

## مقالات ذات صلة
- الوحدة في التنوع